# Herbert Graedtke
Herbert Graedtke (* 9. Dezember 1941 in Altlandsberg; † 18. September 2024 in Radebeul) war ein deutscher Schauspieler, Regisseur, Künstlerischer Leiter und Sprecherzieher.

## Leben
Nach seiner auf dem Land verbrachten Kindheit erhielt Graedtke, der zum Film wollte, von 1960 bis 1963 einen Studienplatz an der Filmhochschule in Babelsberg. Eine erste Filmrolle erhielt er dort von dem Regisseur Richard Groschopp, als er in dem Kriminalfilm Die Glatzkopfbande das Bandenmitglied mit dem Spitznamen Warze spielte. Außerdem spielte er 1961 in der Gegenwartskomödie Auf der Sonnenseite wie auch 1963 im Märchenfilm Frau Holle, wo er den Mathias gab. In Joachim Herz’ Opernverfilmung der Wagner-Oper Der Fliegende Holländer (DEFA 1964) spielte Graedtke den Erik. Während er somit bereits ab 1960 für das Spielfilmstudio der DEFA Babelsberg arbeitete, war er nach seinem Diplom von 1963 bis 1965 auch als Jugendlicher Held beziehungsweise Charakterschauspieler für das Stadttheater Zeitz beschäftigt.
Dreharbeiten in Dresden brachten Graedtke ins Elbtal, wo er 1965 an den Landesbühnen Sachsen in Radebeul vorsprach und engagiert wurde. Rund 400 Rollen am Radebeuler Stammhaus, auf der Felsenbühne Rathen oder anlässlich von Gastspielen des Reisetheaters folgten. Daneben engagierte er sich für das Theaterspiel mit Amateurgruppen. Auch diverse Film- und Fernsehfilme beispielsweise für Polizeiruf 110 oder Tatort folgten.
In Radebeul, wo er sich niederließ, gründete Graedtke eine Familie, zu der vier Kinder gehören.
Auch nach seiner Pensionierung 2006 im Alter von 65 Jahren gab er das Schauspiel nicht ganz auf. Er sang und spielte u. a. an der Staatsoperette Dresden und der Comödie Dresden. Beim Weinfest in der Hoflößnitz gab er den kursächsischen Weinfachmann sowie Weinbergsschreiber Johann Paul Knohll. Neben seiner Tätigkeit als Mitinitiator des Sternritts anlässlich der alljährlichen Karl-May-Festtage im Lößnitzgrund eröffnete er, ebenfalls alljährlich, das Herbst- und Weinfest auf dem Anger von Kötzschenbroda, wo er für drei Tage den Bacchus, den Gott des Weines, gab.
Im Jahr 2006 ehrte ihn seine Heimatstadt mit dem Kunstpreis der Großen Kreisstadt Radebeul.
Graedtke war Mitglied des Stadtrats für die SPD in Radebeul. Ab 1. Dezember 2016 war er Mitglied der Künstlervereinigung Schlaraffia.
Im September 2024 starb er im Alter von 82 Jahren.

## Rollen (Auswahl)
Theater
- Bertolt Brecht: Puntila in Herr Puntila und sein Knecht Matti
- Georg Büchner: Narr in Woyzeck
- Detlev Buck: Onkel Heinz in Sonnenallee
- Carlo Goldoni: Florindo Aretusi und Pantalone de Bisognosi in Der Diener zweier Herren
- Carlo Goldoni: Pantalone in Liebe, List und Leidenschaft
- Gerhart Hauptmann: Wehrhahn in Der Biberpelz
- Henrik Ibsen: Brovnik in Baumeister Solness
- Jacoby/Laufs: Klapproth in Pension Schöller
- Arthur Miller: Willy Loman in Tod eines Handlungsreisenden
- Molière: Titelrolle in Tartuffe
- Sven Nordqvist: Pettersson in Pettersson und Findus
- Friedrich Schiller: Miller in Kabale und Liebe
- Friedrich Schiller: Werner Stauffacher in Wilhelm Tell
- William Shakespeare: Sir Toby Rülps in Was ihr wollt
- William Shakespeare: Schnock in Ein Sommernachtstraum
- Heinrich Spoerl: Schuldirektor Knauer („Der Zeus“) in Die Feuerzangenbowle

Musical
- Paul Burkhard: Robert, ein junger Gärtner in Das Feuerwerk
- Kander/Fred Ebb: Herr Schulz in Cabaret
- Loewe/Lerner: Doolittle in My Fair Lady

Rollen nach Karl May
- Old Shatterhand und Großer Bär in Der Schatz im Silbersee
- General in Old Surehand
- Tante Droll in Der Ölprinz
- Old Firehand in Winnetou II
- Stewart in Unter Geiern – Der Geist des Llano Estacado

## Filmografie (Auswahl)
- 1961: Auf der Sonnenseite[2]
- 1963: An französischen Kaminen
- 1963: Die Glatzkopfbande
- 1963: Das Stacheltier – Der Dieb von San Marengo
- 1963: Julia lebt
- 1963: Frau Holle
- 1963: Drei Kriege – 1. Teil: Tauroggen
- 1964: Der fliegende Holländer
- 1965: … nichts als Sünde
- 1986: Polizeiruf 110: Kein Tag ist wie der andere (Fernsehreihe)
- 1987: Polizeiruf 110: Explosion
- 1989: Der Staatsanwalt hat das Wort: Noch nicht zu Hause (Fernsehreihe)
- 1990: Polizeiruf 110: Allianz für Knete
- 1998: Panik in der Blumenstadt (Fernsehfilm)
- 1999: Tatort – Auf dem Kriegspfad (Fernsehreihe)
- 2002: Ein Sack voll Geld
- 2003: NeuFundLand